# Торе д'Изола
Торе д'Изола (итал. Torre d'Isola) је насеље у Италији у округу Павија, региону Ломбардија.
Према процени из 2011. у насељу је живело 94 становника. Насеље се налази на надморској висини од 86 м.

## Становништво
Према резултатима пописа становништва 2011. у општини је живело 2.395 становника.
| 1931. | 1936. | 1951. | 1961. | 1971. | 1981. | 1991. | 2001. | 2011. |
| ----- | ----- | ----- | ----- | ----- | ----- | ----- | ----- | ----- |
| 1.407 | 1.447 | 1.476 | 1.336 | 1.140 | 1.220 | 1.334 | 1.857 | 2.395 |